# هانس بلمر
هانس بلمر (انگلیسی: Hans Bellmer؛ ۱۳ مارس ۱۹۰۲ – ۲۴ فوریهٔ ۱۹۷۵) نقاش، مجسمه‌ساز، عکاس فراواقع‌گرایی اهل فرانسه بود.